# 弦楽五重奏曲第2番 (メンデルスゾーン)
弦楽五重奏曲第2番 変ロ長調 作品87, MWV R 33 は、フェリックス・メンデルスゾーンが1845年に作曲した弦楽五重奏曲。

## 概要
1843年になってメンデルスゾーンは、ライプツィヒ音楽院を創立し、翌年の1844年にはイギリスへ訪問（3度目となる）するなど、かなりの多忙をきわめていた。それから1844年の10月頃にはようやく落ち着いたものの、メンデルスゾーン自身は多忙によって疲れ切っていた。妻も疲れ切り、子供も病み上がっていたことから、メンデルスゾーンはフランクフルトへ静養するため、同年の11月にフランクフルトに向かい、翌年の1845年の8月まで滞在した。
本作は静養先のフランクフルトで作曲され、短期間で完成された。なお、この間の4月に友人でヴァイオリニストのフェルディナンド・ダヴィッドがメンデルスゾーンのもとに訪れ、同年の3月にライプツィヒで初演された『ヴァイオリン協奏曲 ホ短調』（作品64）のことを語ったり、4月に完成されたばかりの『ピアノ三重奏曲第2番 ハ短調』（作品66）や旧作の弦楽四重奏曲などを一緒に演奏していたという。これが創作力を刺激し、やがて本作の作曲へと繋がった。
結局メンデルスゾーンの生前に本作は出版されず、死後の1851年にブライトコプフ・ウント・ヘルテル社から出版された。

## 曲の構成
全4楽章、演奏時間は約26分。
- 第1楽章 アレグロ・ヴィヴァーチェ
変ロ長調、2分の2拍子（アラ・ブレーヴェ）、ソナタ形式。
- 第2楽章 アンダンテ・スケルツァンド
ト短調、8分の6拍子、三部形式。
- 第3楽章 アダージョ・エ・レント
ニ短調、4分の2拍子、三部形式。
- 第4楽章 アレグロ・モルト・ヴィヴァーチェ
変ロ長調、4分の4拍子、自由なソナタ形式。

## 関連作品
- 弦楽五重奏曲第1番 イ長調 作品18, MWV R 21